# Giliastrum

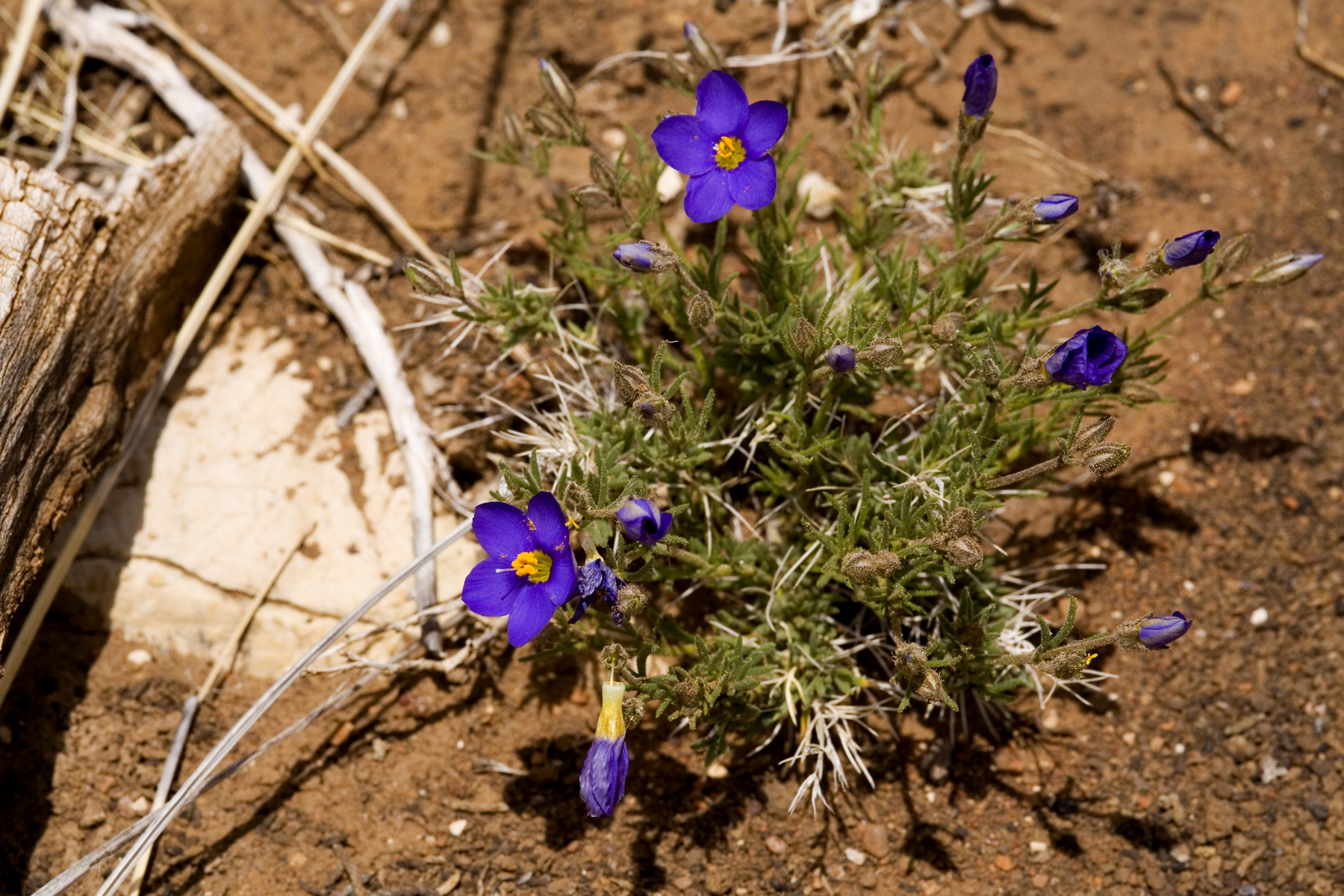
Giliastrum na cor violeta

Giliastrum é um género de plantas com flores pertencentes à família Polemoniaceae.
A sua área de distribuição nativa é do centro dos EUA ao México, e no noroeste da Argentina.
Espécies:
- Giliastrum acerosum (A.Gray) Rydb.
- Giliastrum castellanosii J.M.Porter
- Giliastrum foetidum (Gillies ex Benth.) J.M.Porter
- Giliastrum gypsophilum (B.L.Turner) J.M.Porter
- Giliastrum incisum (Benth.) J.M.Porter
- Giliastrum insigne (Brand) J.M.Porter
- Giliastrum ludens (Shinners) J.M.Porter
- Giliastrum purpusii (Brandegee) J.M.Porter
- Giliastrum rigidulum (Benth.) Rydb.
- Giliastrum stewartii (I.M.Johnst.) J.M.Porter